# مارکس هانمان
مارکس هانمان (انگلیسی: Marcus Hahnemann؛ زادهٔ ۱۵ ژوئن ۱۹۷۲) یک بازیکن فوتبال اهل آلمان است.
وی همچنین در تیم ملی فوتبال ایالات متحده آمریکا بازی کرده‌است.